# Stefan Bratman-Brodowski
Stefan Bratman-Brodowski pseud. Florian, Floriański (ur. 27 lipca 1880 w Warszawie, zm. 27 października 1937 w Moskwie) – działacz Socjaldemokracji Królestwa Polskiego i Litwy (SDKPiL), dyplomata sowiecki, członek Rewolucyjnej Rady Wojennej Polski w 1919 roku.
Syn właściciela drukarni Joachima. Z zawodu technik elektromonter. Od 1903 był członkiem SDKPiL, początkowo działaczem zarządu Czerwonego Krzyża, a od 1905 działaczem Komitetu Zagranicznego SDKPiL. 1905/1906 prowadził Biuro Zarządu Głównego SDKPiL i pomagał w wydawaniu "Czerwonego Sztandaru", następnie przez pół roku był sekretarzem Komitetu Zagłębiowskiego SDKPiL, potem został członkiem Komitetu Łódzkiego SDKPiL. Od 1907 był sekretarzem ZG SDKPiL. Pod koniec 1908 na konferencji grup zagranicznych SDKPiL w Zurychu został sekretarzem Biura Sekcji Zagranicznych SDKPiL (do 1912). Od 1910 pełnił funkcję sekretarza Biura Zagranicznego SDKPiL. W 1912 został członkiem ZG SDKPiL. Był reprezentantem ZG SDKPiL w rozmowach z przedstawicielami PPS-Lewicy w czerwcu 1914 w Krakowie w sprawie połączenia obu partii. 
W czasie I wojny światowej działał najpierw w Wiedniu, potem w Zurychu. Od maja 1916 był przedstawicielem ZG SDKPiL w Rozszerzonej Międzynarodowej Komisji Socjalistycznej, a w latach 1917–1918 sekretarzem Komitetu Emigrantów w Szwajcarii. W listopadzie 1918 przybył do Moskwy, wstąpił do Rosyjskiej Komunistycznej Partii (bolszewików) - (RKP(b) i został skierowany do pracy w Ludowym Komisariacie Spraw Zagranicznych RFSRR (Narkomindieł). Od stycznia do marca 1919 współpracował z Centralnym Komitetem Wykonawczym (CKW) grup Komunistycznej Partii Robotniczej Polski w Rosji sowieckiej. Później został członkiem Rady Wojskowo-Rewolucyjnej Armii Litewsko-Białoruskiej (późniejszej 16 Armii). Był komisarzem Zachodniej Dywizji Strzelców. 25 czerwca 1919 brał udział w zebraniu Polaków-komunistów, które poparło misję Juliana Marchlewskiego w rokowaniach polsko-sowieckich. Od lipca 1919 był zastępcą przewodniczącego Komisji Normowania w Ludowym Komisariacie Komunikacji RFSRR. Od września 1919 do maja 1920 był sekretarzem Biura Polskiego KC RKP(b), a od maja do lipca 1920 - zastępcą członka tego Biura. Następnie został skierowany do służby w sowieckiej dyplomacji, najpierw jako sekretarz i radca przedstawicielstwa sowieckiego w Bernie, później w Berlinie. W latach 1932–1933 był pełnomocnikiem Ludowego Komisariatu Spraw Zagranicznych ZSRR przy Radzie Komisarzy Ludowych Ukraińskiej SRR, następnie od 1933 do 1937 posłem ZSRR na Łotwie. 
W czasie "wielkiej czystki" aresztowany przez NKWD 2 lipca 1937. 27 października 1937 skazany przez Kolegium Wojskowe Sądu Najwyższego ZSRR na śmierć z zarzutu o udział w kontrrewolucyjnej organizacji terrorystycznej, stracony tego samego dnia. Skremowany w krematorium na Cmentarzu Dońskim, prochy pochowano anonimowo (obecnie mogiła zbiorowa nr 1. na Nowym Cmentarzu Dońskim).
Zrehabilitowany 30 maja 1956 postanowieniem Kolegium Wojskowego SN ZSRR.
Był żonaty z działaczką komunistyczną Heleną (1888-1937), także straconą podczas "wielkiej czystki".

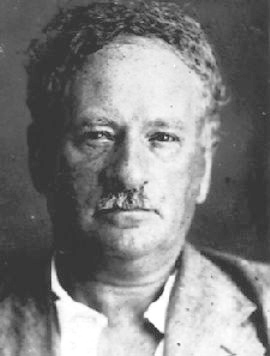
Stefan Bratman-Brodowski po aresztowaniu przez NKWD 1937